# هلن
هِلِن تِرُوایی (به یونانی: Ἑλένη) یا هلن اسپارتی، در اساطیر یونانی بنابر ایلیاد هومر، دختر زئوس و لدا، و همسر منلائوس پادشاه میسنی بود که با توطئه آفرودیت، خدای یونانی، به دست پاریس، شاهزاده تروا، دزدیده شد و به تروا رفت. این آغازی بود برای یکی از بزرگ‌ترین جنگ‌های اساطیر یونان باستان، یعنی جنگ تروآ.

## تولد
هلن دختر زئوس پادشاه خدایان و لدا بود. زئوس به شکل قویی درآمد و لدا را فریفت و با او هم‌بستر شد. بعد از آن لدا تخم‌هایی گذاشت. برای همین گفته شده که هلن از تخم به‌دنیا آمده است. از تخم‌های دیگر لدا، برادران دوقلو، کستور و پولوکس و کلوتایمنسترا به دنیا آمدند. هلن زیباترین زن روی زمین شمرده می‌شد. هنگامی که هلن کودک بود، تسئوس، یکی از پهلوانان نام‌دار یونانی، او را ربود. پیریتوس پادشاه لاپیت‌ها و تسئوس تصمیم گرفته بودند با دختران زئوس ازدواج کنند. تسئوس هلن را برگزید و پیریتوس، پرسفونه، همسر هادس را. اما ازآنجاکه سن هلن برای ازدواج کم بود، تسئوس او را ربود و به مادرش آیترا سپرد تا از او مواظبت کند. کستور و پولوکس، برادران دوقلوی هلن، او را نجات دادند و در عوض آیترا را ربوده و اسیر کردند.

## دزدیده شدن و آغاز جنگ

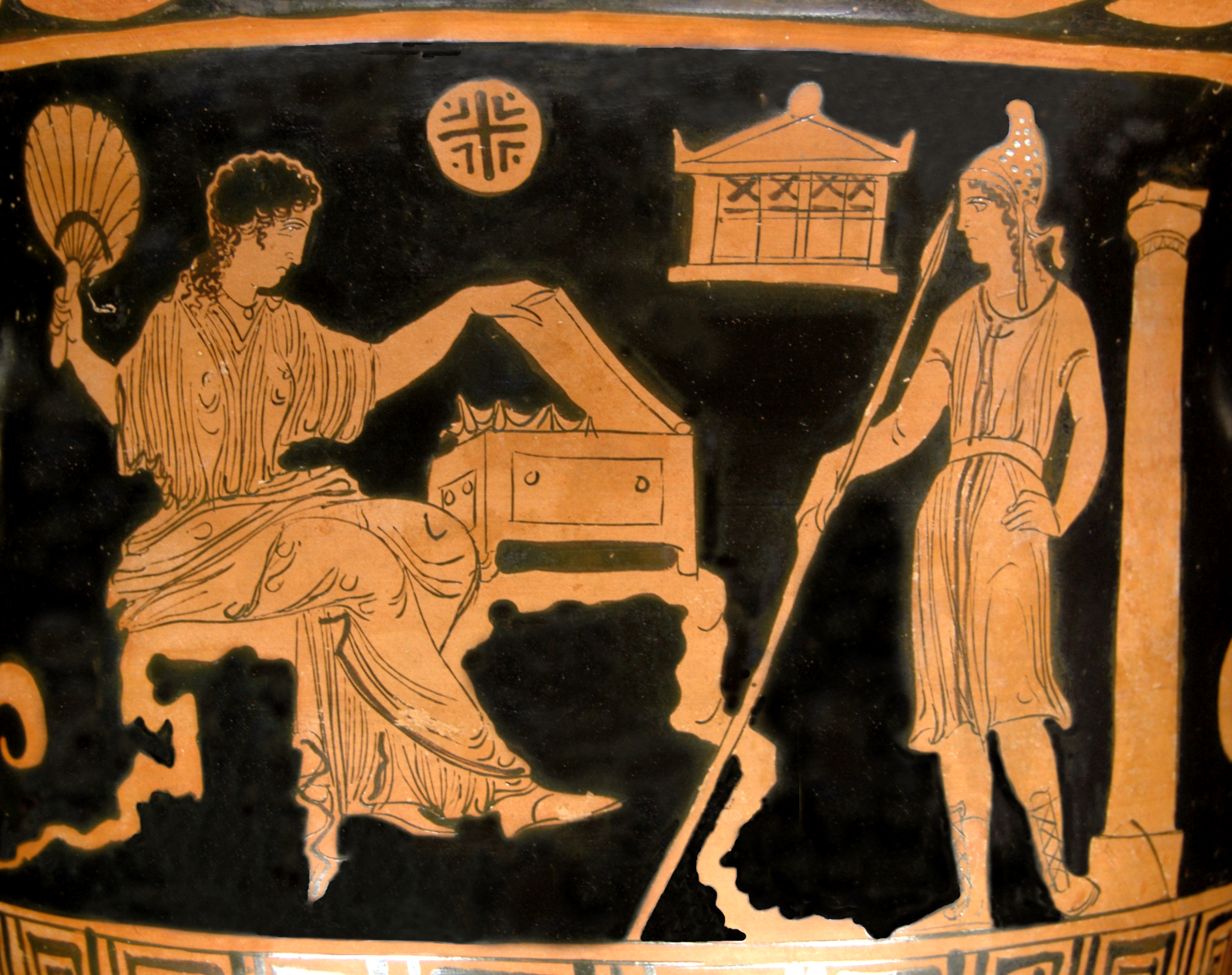
هلن و پاریس مربوط به سال‌های ۳۸۰–۳۷۰ پیش از میلاد.

بسیاری خواستگار او بودند، اما ناپدری‌اش، توندارئوس، از همه خواستگاران قول گرفت که آنچه هلن برمی‌گزیند را بپذیرند و حامی شوهرش باشند. هلن، منلائوس را برگزید. وقتی او با پاریس گریخت، همه شاهزادگان بنا به پیمان، به کمک منلائوس آمدند و جنگ تروآ درگرفت. پس از جنگ و سقوط تروآ، او را به منلائوس بازگرداندند، که تا پایان عمر نزد او ماند.
در بعضی از منابع فارسی هلنه ثبت شده است.
در مورد زیبایی هلن و جنگ تروا بیشتر بخوانید.